# بلانکنهاگن
بلانکنهاگن (به آلمانی: Blankenhagen) یک شهر در آلمان است که در Rostock District واقع شده‌است. بلانکنهاگن ۸۷۱ نفر جمعیت دارد.